# 825 (numero)
Ottocentoventicinque (825) è il numero naturale dopo l'824 e prima dell'826.

## Proprietà matematiche
- È un numero dispari.
- È un numero composto, con 12 divisori: 1, 3, 5, 11, 15, 25, 33, 55, 75, 165, 275, 825. Poiché la somma dei suoi divisori (escluso il numero stesso) è 663 < 825, è un numero difettivo.
- È un numero di Smith nel sistema numerico decimale.
- È un numero di Harshad nel sistema numerico decimale.
- È un numero malvagio.
- È un numero palindromo e un numero a cifra ripetuta nel sistema di numerazione posizionale a base 32 (PP).
- È parte delle terne pitagoriche (231, 792, 825), (232, 825, 857), (260, 825, 865), (440, 825, 935), (495, 660, 825), (720, 825, 1095), (756, 825, 1119), (825, 1100, 1375), (825, 1400, 1625), (825, 1980, 2145), (825, 2660, 2785), (825, 2752, 2873), (825, 3388, 3487), (825, 4500, 4575), (825, 6160, 6215), (825, 7540, 7585), (825, 10296, 10329), (825, 13600, 13625), (825, 22680, 22695), (825, 30932, 30943), (825, 37808, 37817), (825, 68060, 68065), (825, 113436, 113439), (825, 340312, 340313).

## Astronomia
- 825 Tanina è un asteroide della fascia principale del sistema solare.
- NGC 825 è una galassia spirale della costellazione della Balena.
- IC 825 è una regione H II nella costellazione della Vergine.
- Cosmos 825 è un satellite artificiale russo.

## Altri ambiti
- Le locomotive a vapore gruppo 825 erano un gruppo di locomotive costruite per la Rete Mediterranea e per la Rete Sicula che le Ferrovie dello Stato riunirono nel gruppo 825.
- La Route nationale 825 è una strada statale della Francia.